# Сабирање
Сабирање, у општом случају, је комбиновање било које две количине или величине користећи оператор плус. У свакодневној употреби, међутим, сабирање се обично односи на комбиновање бројева (реалних, целих, природних итд.), у циљу проналажења њихове заједничке количине или величине. Сабирање у овом смислу је један од најпростијих нумеричких задатака.
Сабирање је комутативно, што значи да је: {\displaystyle 1+2=2+1}, тј. могу се заменити места сабирака, а резултат сабирања се неће променити. Сабирање је такође асоцијативно, јер вреди: {\displaystyle (1+2)+3=1+(2+3)} Код сабирања чланова неког низа користи се велико грчко слово сигма: {\displaystyle \sum _{i=1}^{n}x_{i}=x_{1}+x_{2}+x_{3}+\dots +x_{n-1}+x_{n}}, што значи да се сабира првих n чланова низа, од x1 do xn. 

## Ознака и терминологија
У уобичајеној инфиксној нотацији, сабирање се представља знаком плус смештеним између операнада. Операнди се називају сабирци, а резултат сабирања се зове збир. Следи пример.
{\displaystyle 2+2=4} (изговара се „један плус два“ или „један више један“)
Следе још неки примери.
{\displaystyle 5+4+2=(5+4)+2=9+2=11} (погледати асоцијативност)
{\displaystyle 3+3+3+3=3\times 4=12} (погледати множење)
Неки пут се сабирање подразумева иако не постоји знак плус:
- Ако је исписан низ вертикално потписаних бројева испод којих је подвучена црта, подразумева се да се бројеви желе сабрати а резултат се уписује испод црте. Ипак, ово није стандард и уобичајено је ставити знак плус лево од последњег сабирка у низу.
- Цео број иза кога следи разломак се обично зове мешани број (нпр. {\displaystyle 3{\frac {1}{2}}=3+{\frac {1}{2}}=3,5}), али се ово ретко среће осим у нижим разредима основне школе. Оваква нотација не представља двосмисленост. Наиме, ако две конкретне величине стоје једна поред друге, онда се оне нормално гледају као један број (нпр. {\displaystyle 1234} се не може гледати никако другачије него број хиљаду двеста тридесет и четири), али овде није тај случај јер имамо разломак који чини очигледним шта се желело написати. Такође, иако је уобичајено претпоставити множење када две величине стоје једна поред друге, то се чини само када бар један од операнада не представља конкретну вредност, него променљиву, константу, итд. (нпр {\displaystyle 3a} се обично интерпретира као {\displaystyle 3\times a}, али не и када су оба операнда конкретне вредности, попут {\displaystyle 1234} или {\displaystyle 3{\frac {1}{2}}}.

## Особине
Иако особине операције сабирања зависе од њене дефиниције и области дефинисаности, овде ћемо говорити конкретно о особинама сабирања елемената из скупа реалних бројева, а самим тим и о особинама сабирања елемената било које Абелове групе.
Сабирање реалних бројева задовољава четири услова:
1. за свака два реална броја {\displaystyle a} и {\displaystyle b}, {\displaystyle a+b} је исто што и {\displaystyle b+a}:

{\displaystyle \forall a,b\in R,a+b=b+a} (комутативност)
2. за свака три реална броја који се сабирају, није битно којим редоследом их сабирамо и резултат мора бити исти; дакле, није битно да ли прво саберемо први и други, па збир са трећим, или прво други и трећи, па збир са првим итд.:
{\displaystyle \forall a,b,c\in R,a+b+c=(a+b)+c=a+(b+c)} (асоцијативност)
3. Постоји један реалан број који ако се сабере са било којим реалним бројем даје тај исти реалан број, тј. његово додавање на неки број не утиче на тај број; тај реални број се назива неутрал, и код сабирања реалних бројева се обично представља симболом {\displaystyle 0} и зове „нула“:
{\displaystyle \exists 0\in R,\forall x\in R,x+0=x}
4. За сваки узети реални број, постоји њему супротан, означен са знаком минус, који кад се сабере са тим бројем даје нулу; такав „супротни“ број неког броја се назива његовим инверзом:
{\displaystyle \forall x\in R,\exists {-x},x+(-x)=0}
Уопштено говорећи, сабирање не мора задовољавати све наведене особине за све скупове над којим је дефинисано. На пример, сабирање над скупом целих бројева не задовољава услове 3. и 4., сабирање над скупом ординала не задовољава услове 1. и 4., итд.

## Таблица сабирања
| +  | 1  | 2  | 3  | 4  | 5  | 6  | 7  | 8  | 9  | 10 |
| -- | -- | -- | -- | -- | -- | -- | -- | -- | -- | -- |
| 1  | 2  | 3  | 4  | 5  | 6  | 7  | 8  | 9  | 10 | 11 |
| 2  | 3  | 4  | 5  | 6  | 7  | 8  | 9  | 10 | 11 | 12 |
| 3  | 4  | 5  | 6  | 7  | 8  | 9  | 10 | 11 | 12 | 13 |
| 4  | 5  | 6  | 7  | 8  | 9  | 10 | 11 | 12 | 13 | 14 |
| 5  | 6  | 7  | 8  | 9  | 10 | 11 | 12 | 13 | 14 | 15 |
| 6  | 7  | 8  | 9  | 10 | 11 | 12 | 13 | 14 | 15 | 16 |
| 7  | 8  | 9  | 10 | 11 | 12 | 13 | 14 | 15 | 16 | 17 |
| 8  | 9  | 10 | 11 | 12 | 13 | 14 | 15 | 16 | 17 | 18 |
| 9  | 10 | 11 | 12 | 13 | 14 | 15 | 16 | 17 | 18 | 19 |
| 10 | 11 | 12 | 13 | 14 | 15 | 16 | 17 | 18 | 19 | 20 |